# Fliegenberg

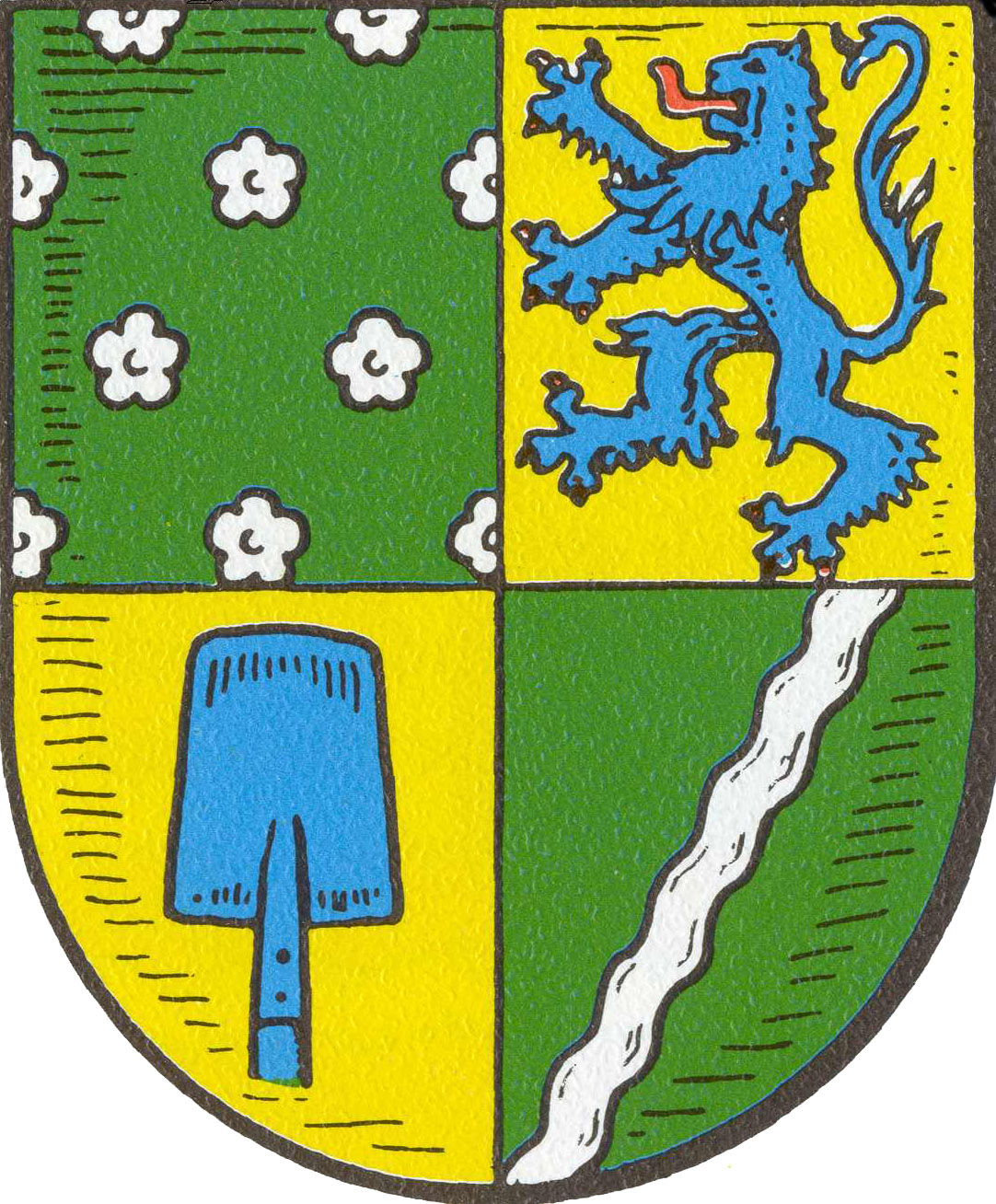
Wappen von Fliegenberg

Fliegenberg ist ein Ort der Gemeinde Stelle im Landkreis Harburg in Niedersachsen mit etwa 1050 Einwohnern (Stand 19. Mai 2021).

## Lage
Der Ort liegt im Norden der Gemeinde Stelle an der Elbe. Westlich grenzt der Ort an das Dorf Rosenweide und östlich liegt mit Hoopte ein Ortsteil der Stadt Winsen (Luhe).

## Geschichte
Der Ortsname Fliegenberg taucht erstmals im Jahre 1310 als Vlegenberch auf. Bis zum Jahr 1972 war Fliegenberg eine selbstständige Gemeinde. Mit der Gebietsreform wurde der Ort in die Gemeinde Stelle eingegliedert.

### Bürgermeister
- Johann Peter Pahl (1868–1892)
- Peter Reimers (1892–1904)
- Johann Peter Sievers (1904–1919)
- August Dittmer (1919–1923)
- Johann Peter Sievers (1923–1928)
- Hermann von Deyn (1928–1943)
- Peter Reimers jun. (1943–1946)
- Ferdinand Marwitz (1946–1972)

- Uwe Sievers (2011 – 2016) Bürgermeister der Gemeinde Stelle
- Robert Isernhagen (seit 2016) Bürgermeister der Gemeinde Stelle

## Vereine und Veranstaltungen
Es gibt in Fliegenberg einen
- Sportverein MTV Germania Fliegenberg
- Faslamsverein